# Rozsocha (železnice)

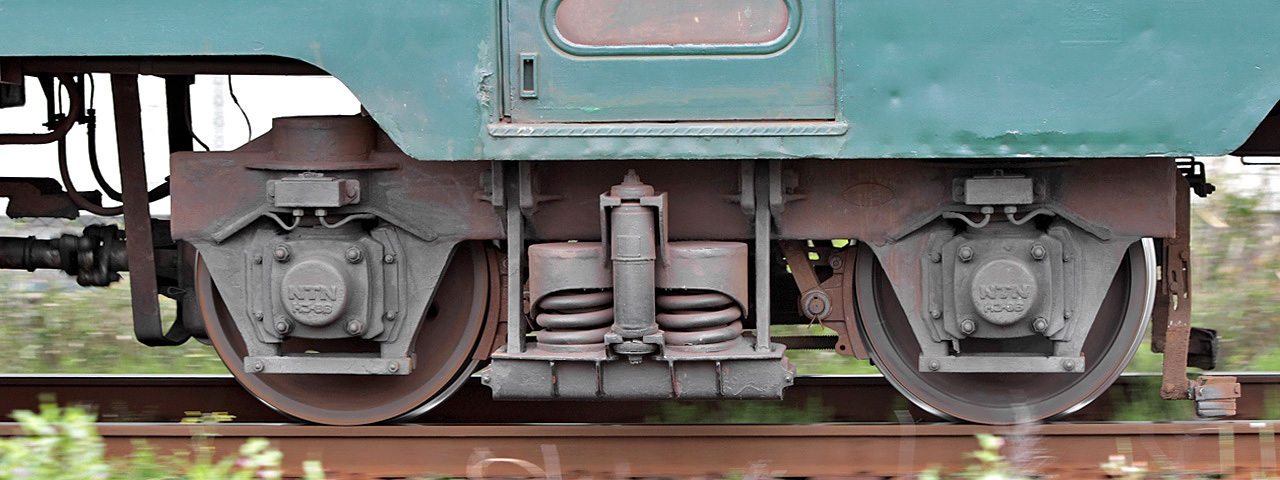
Rozsochové vedení

Rozsocha je technický prvek užívaný u železničních vozů mající podobu svislých pravítek, jež zajišťují vedení dvojkolí jak v podélném, tak také v příčném směru. Mezi vodítky rozsoch se pohybuje ložisková skříň, která je osazena tak, aby zabezpečovala skříň v jejím vedení. Ve spodní části jsou obě rozsochy vzájemně spojeny tak zvanou rozschovou sponou. Ta má za úkol rozložit podélné zatížení na obě dvě rozsochy.